# پل مک‌داول (قایقران)
پل مک‌داول (انگلیسی: Paul McDowell؛ ۱۷ ژانویه ۱۹۰۵ – ۱۴ اوت ۱۹۶۲) قایقران روئینگ اهل ایالات متحده آمریکا بود.
وی در مسابقات کشوری و بین‌المللی در مجموع برندهٔ ۱ مدال برنز شده‌است.